# Arnold Daidalos Wande

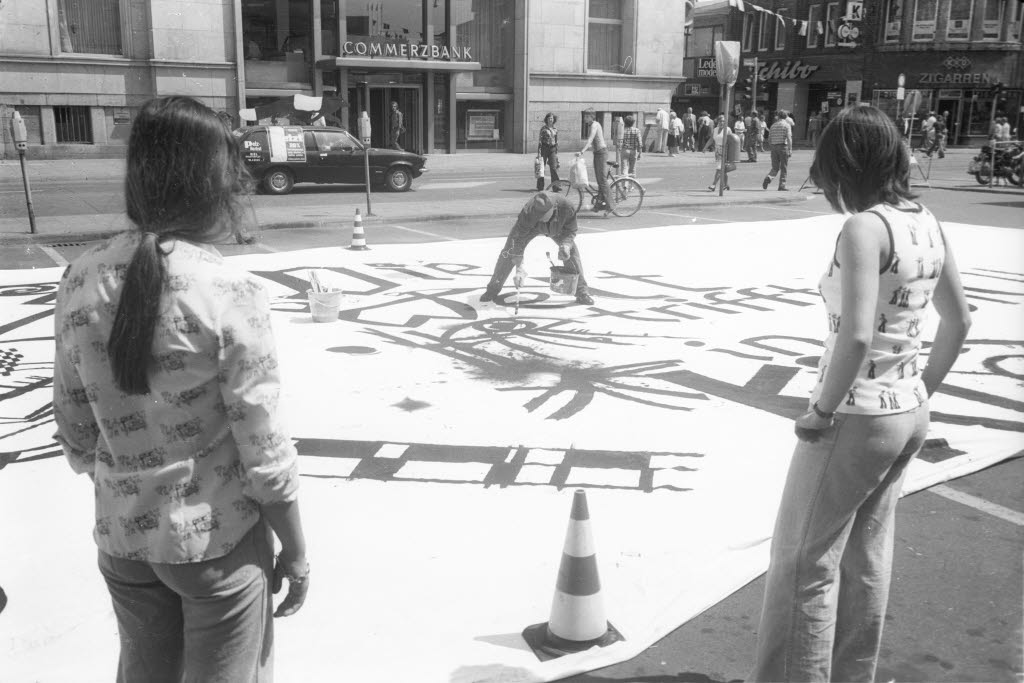
Wande (Mitte) 1975 bei der Arbeit am Großbild "Die Welt trifft sich in Kiel" zur Kieler Woche

Arnold Daidalos Wande (* 23. November 1924 in Braunschweig; † 20. April 1990 in Köln) war ein deutscher Maler und Grafiker der Moderne. In den 1960er und 1970er Jahren machte er durch verschiedene Kunstaktionen auf sich aufmerksam.

## Biographie

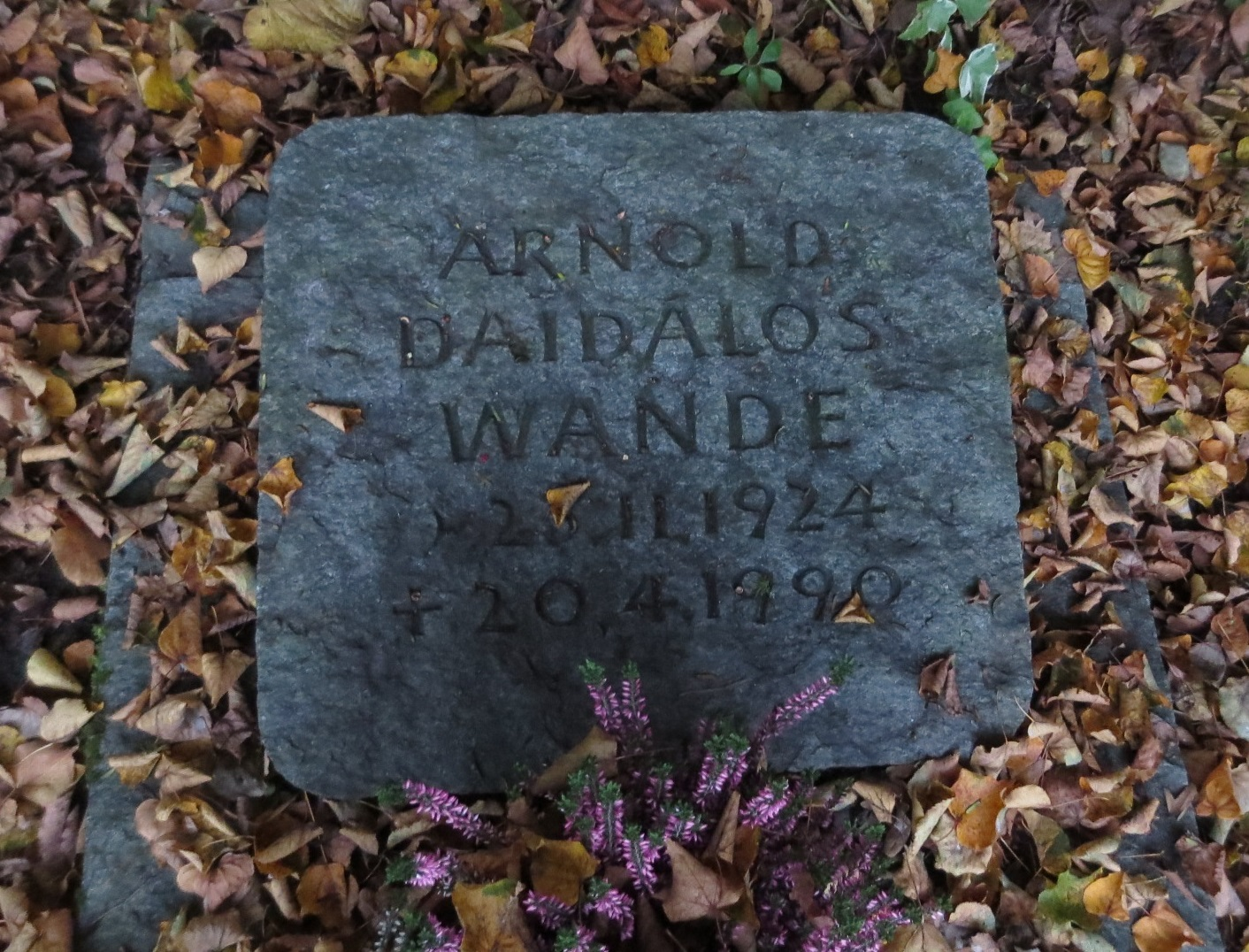
Grabstein

Er wurde als Arnold Wande 1924 in Braunschweig geboren. Später legte er sich den Künstlernamen Daidalos zu. Kindheit und Jugend verbrachte er in Braunschweig und Kärnten (Österreich), der Heimat seiner Mutter. Er begann seine künstlerische Ausbildung 1940 an der Wiener Akademie der bildenden Künste. Unterbrochen wurde diese durch die Einberufung zum Krieg. Nach einer schweren Verwundung in Russland und weiteren Kriegseinsätzen setzte er nach der Kriegsgefangenschaft zunächst sein Studium in Wien fort. 
Nach einem mehrmonatigen Aufenthalt in Paris wurde er Anfang 1950 an der Akademie der Bildenden Künste München aufgenommen und  bei  Ernst Geitlinger Meisterschüler. 
Seit Ende 1950 lebte und arbeitete er in Köln. In den Jahren 1968 bis Ende der 1970er Jahre fiel er durch verschiedene Gruppen- und Einzelaktionen in Köln und anderen Städten auf. Ab 1980 widmete er sich jedoch wieder der Malerei und Zeichnung. Es folgten noch verschiedene Einzel- und Gruppenausstellungen.  
Nach einer schweren Erkrankung verstarb er 1990 im Alter von 65 Jahren. Er ist auf dem Melaten-Friedhof in Köln (Flur 19 (D) Nr. 83) beigesetzt.

## Werk

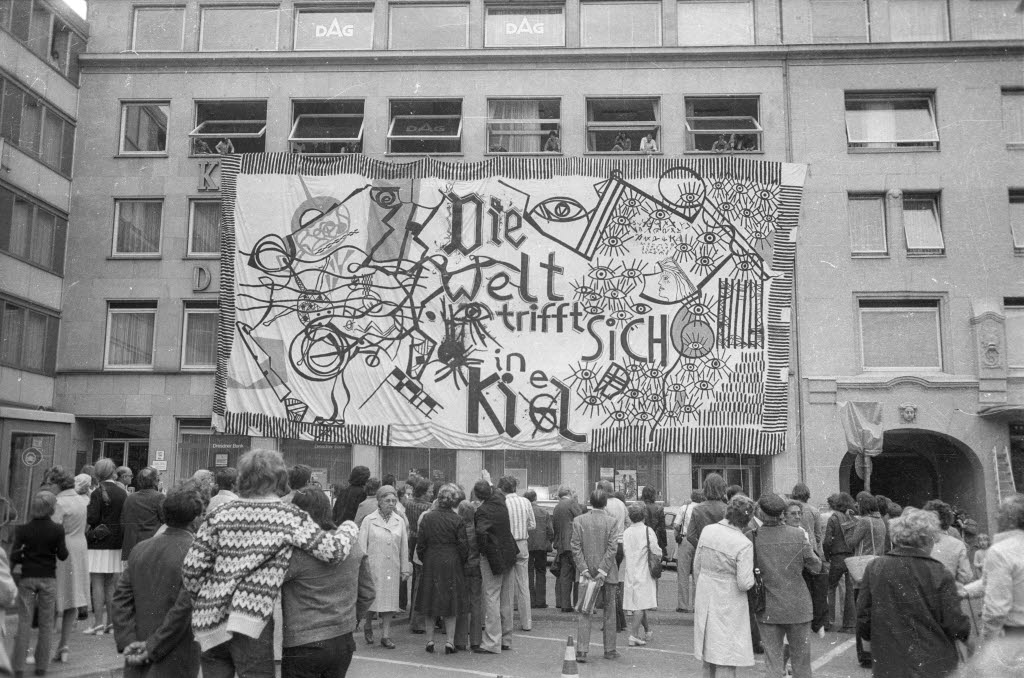
Das Großbild "Die Welt trifft sich in Kiel" am Verlagsgebäude der Kieler Nachrichten

Nach einer anfänglich noch sehr gegenständlichen Malerei fand er schon während des Studiums zum abstrakt geprägten zeichnerischen Ausdruck. Anfang 1960 begann er das zeichnerische Werk mit schwarzer Tusche auf Kleinformaten mit filigranen Strichen, den sogenannten "Runenzeichnungen". Daneben entstanden Drucke als Radierung. In der Folge schuf er auch großformatige Werke mit Tusche auf grundierter Leinwand oder in Malaktionen mit Dispersion auf Leinwand, so zum Beispiel 1973 auf dem Katschhof in Aachen oder 1975 während der Kieler Woche in Kiel. Seit 1975 malte er daneben auch farbige Ölbilder mit verfremdeten Fabelwesen, den "Chimären". Dabei entstanden unter Verwendung verschiedener Materialien auch immer wieder gegenständliche Feinzeichnungen von Federn, Augen oder Porträts. Mit Aufkommen der 68er-Bewegung ist er als Initiator verschiedener Happenings an seinem damaligen Atelierstandort in der Kölner Ladenstadt (heute: Opern Passagen) in der Tiefgarage oder im Braunkohletagebau Berrenrath in Erscheinung getreten. Diese zumeist heiteren bis absurden Veranstaltungen wurden von Wande unter dem Begriff "Polymorphismus" geleitet. Gegen Anfang der 1980er Jahre zog er sich immer mehr von öffentlichen Auftritten zurück und widmete sich wieder seinem malerischen und grafischen Werk.